# Challenger de Guayaquil 2013
El torneo Challenger Ciudad de Guayaquil 2013 fue un torneo profesional de tenis. Perteneció al ATP Challenger Series 2012. Se jugó su 9.ª edición sobre superficie de tierra batida, en Guayaquil, Ecuador entre el 9 y el 16 de noviembre.

## Jugadores participantes del cuadro de individuales

### Cabezas de serie
| Favorito | País                               | Jugador           | Rank1 | Posición en el torneo |
| -------- | ---------------------------------- | ----------------- | ----- | --------------------- |
| 1        | Bandera de Argentina               | Leonardo Mayer    | 93    | CAMPEÓN               |
| 2        | Bandera de Italia                  | Paolo Lorenzi     | 102   | Primera ronda         |
| 3        | Bandera de Argentina               | Diego Schwartzman | 115   | Primera ronda         |
| 4        | Bandera de Estados Unidos          | Wayne Odesnik     | 136   | Segunda ronda         |
| 5        | Bandera de Chile                   | Paul Capdeville   | 148   | Segunda ronda         |
| 6        | Bandera de Portugal                | Gastão Elias      | 155   | Primera ronda         |
| 7        | Bandera de Argentina               | Máximo González   | 161   | Segunda ronda         |
| 8        | Bandera de la República Dominicana | Víctor Estrella   | 199   | Cuartos de final      |

- 1 Se ha tomado en cuenta el ranking del 4 de noviembre de 2013.

### Otros participantes
Los siguientes jugadores recibieron una invitación (wild card), por lo tanto ingresan directamente al cuadro principal (WC):
- Gonzalo Escobar
- Giovanni Lapentti
- Roberto Quiroz
- Jorman Reyes

Los siguientes jugadores ingresan al cuadro principal tras disputar el cuadro clasificatorio (Q):
- Martín Cuevas
- Guillermo Durán
- Nicolas Kicker
- Wesley Koolhof

## Campeones

### Individual masculino
- Leonardo Mayer derrotó en la final a  Pedro Sousa, 6-4, 7-5

### Dobles masculino
- Stephan Fransen /  Wesley Koolhof   derrotaron en la final a  Roman Borvanov /  Alexander Satschko, 1–6, 6–2, 10–5